# Heiko Obermöller
Heiko Obermöller (* 30. Juni 1974 in Köln) ist ein deutscher Schauspieler,  Synchronsprecher  und -autor sowie Synchronregisseur, Puppenspieler und Sänger.

## Leben
Geboren und aufgewachsen in Köln übernahm Heiko Obermöller bei der deutschlandweiten Jugendtheatertour 1990 eine erste Rolle in dem Rockmusical "Jesus Christ Superstar" als Petrus. Im Jahr 1994 gewann er den ersten Preis im Regionalwettbewerb "Jugend musiziert" in dem Fach Klavier.
In den Jahren 1998 bis 2000 absolvierte er an der Literaturbühne in Köln bei Rudolf Debiel eine Ausbildung zum Schauspieler und Sprecher. Die Zusammenarbeit mit Debiel fand auch Ausdruck in dessen Fachbuch "Die schauspielerische Arbeit".

## Schauspieler
Es folgten Rollen in mehreren Fernsehserien. In der RTL-Serie Titus der Satansbraten (1997) spielte Obermöller, an der Seite von Grit Boettcher, Hans Clarin und Sabine Postel, die Rolle des „Daniel“ – diese Produktion wurde 1997 mit einer „Lobenden Erwähnung der Jury des jungen Publikums“ im Festival Goldener Spatz ausgezeichnet; in der ZDF-Seifenoper Jede Menge Leben gab er den „Dieter Löskow“; in 35 Folgen der ARD-Vorabendserie St. Angela trat er als „Peter“ auf; in über 200 Folgen der WDR-Serie Die Anrheiner als „Nico Schrader“.
Daneben waren Theaterauftritte zu verzeichnen. An der Comödie Bochum übernahm Obermöller die Rolle des „Sandy“ in Ben Eltons Komödie Frische Luft; an der Freien Literaturbühne in Köln wirkte er in einer Bühnenfassung des Buches Medea: Stimmen von Christa Wolf unter der Regie von Rudolf Debiel mit (1999); am Kresch-Theater in Krefeld spielte er die Hauptrolle des „Karl Moor“ in Friedrich Schillers Drama Die Räuber (2005).
2009 ging Obermöller nach Los Angeles und wirkte, an der Seite der Schauspielerinnen Lainie Kazan und Carmen Electra, als „Nudelman“ in Jewgeni Afinejewskis mehrfach preisgekrönter romantischer Komödie Oy Vey! My Son is Gay! mit. Im selben Jahr war er in Jay Lenos Tonight Show zu Gast, und 2011 spielte er als „Yerdl“ in Valerie Weiss’ romantischer Komödie Losing Control mit.
In mehreren Folgen der RTL-Castingshow Mission Hollywood (2009) war der Schauspieler an der Seite von Moderator Til Schweiger zu sehen. Außerdem wirkte er in Fernsehspots wie denen des Softwareherstellers Microsoft und in Motion-Capture-Produktionen wie den Computerspielen Wolfenstein: The New Order und Call of Duty: Infinite Warfare mit.
2016 übernahm Obermöller die Hauptrolle in Eva Merz’ Kurzfilm Strings of Hope und verkörperte den Gründer der Augsburger Puppenkiste, Walter Oehmichen.

## Puppenspiel
2011 nahm Obermöller zum ersten Mal Unterricht als Puppenspieler für Klappmaulpuppen an der "Puppet School" in Los Angeles unter der Leitung des mehrfachen Emmy-Gewinners Michael Earl.
Seit seiner Ausbildung wirkte er in zahlreichen Produktionen mit Puppen mit, wie zum Beispiel:
- im Musikvideo der US-amerikanischen Band Advance Base "Summer Music" 2012
- im Musikvideo der Foo Fighters "Walk" des "This video sucks contest 2011" spielte er die Puppenversion des Bass Gitarristen Nate Mendel
- in den Musikvideos des australischen DJs Tommy Trash "Monkey in Love" "Monkey See Monkey Do"
- in acht Folgen der TV-Miniserie des US-Internetsenders YOMYOMF YOMYOMF Network von Fast and Furious 5 + 6 Regisseurs Justin Lin die Rolle der Cat Lady
- in neun Episoden als "Branson" in der TV-Serie des US Internetsenders "Geek and Sundry"
- als "Val" in der Pilotepisode der TV-Serie "Shark Bites"
- in zwei Live-Acts in der Radio City Musical Hall der amerikanischen Sendung "America’s Got Talent" in dem Act von "Ira Fennelbloom"

Seit 2015 spielt Obermöller den "Giraffenaffen" für StarWatch Entertainment.

## Moderator & Sprecher
Seit 2012 ist er zudem als Moderator für den US-amerikanischen Tourismusverband Brand USA tätig und ist in Webvideos für die offizielle US-amerikanische Tourismuswebsite Discover America zu sehen.
Obermöller ist seit 1994 als professioneller Sprecher in den Bereichen Hörspiel, Videospiel, Synchron und Werbung tätig. Zudem coacht er zweimal im Jahr internationalen Sprechernachwuchs in London für die Schauspielschule Skills4Actors.
- Legend of the Dragon
- Scrapped Princess
- Tokkō
- Fullmetal Alchemist
- Samurai 7
- Project Blue Earth SOS
- Trigun, Hauptrolle
- Solty Rei, Hauptrolle
- Jyu Oh Sei
- Burst Angel
- Karas
- Akira
- Kleiner Dodo
- Medal of Honor Warfighter
- Battlefield
- Splinter Cell
- Company of Heroes
- SpongeBob Schwammkopf: Film ab!

Der von Obermöller gesprochene Radiospot Fits in the Radio für Autohersteller Smart gewann 2007 den Cannes Lions Award.

## Sänger
Obermöller war Sänger der von Harald Reitinger produzierten deutschen Boyband One Way, die unter anderem in der Olympiahalle München während der Pop Rocky Super Show 1997 an der Seite von Musikgruppen wie Boyzone und No Mercy auftrat.
Zudem ist er Sänger der Titelmelodie der TV-Serie "Ein Haus voller Töchter" des deutschen TV-Senders DAS VIERTE
Seine Stimme war ebenfalls auf dem Soundtrack des Kinofilms Hexe Lilli – Die Reise nach Mandolan des US-Komponisten Ian Honeyman zu hören.